# Chloroclystis griseorufa
Glaucoclystis griseorufa là một loài bướm đêm trong họ Geometridae.